# وزارة المناخ والبيئة (النرويج)
وزارة المناخ والبيئة وزارة الملكية النرويجية للمناخ والبيئة (بالإنجليزية: Ministry of Climate and Environment) تأسست في 8 مايو 1927. تقع على عاتق وزارة المناخ والبيئة النرويجية مسؤولية خاصة في تنفيذ السياسات المناخية والبيئية لهذه الحكومة. تتحمل وزارة المناخ والبيئة مسؤولية خاصة عن تنفيذ السياسات الحكومية المتعلقة بالمناخ والبيئة. وسيترأس الوزارة الوزيرأندرياس بيلاند إريكسن من حزب العمل النرويجي اعتبارا من عام 2023.

## تنظيم العمل

### الموظفين السياسيين
وجاء التشكيل السياسي لهذه الوزارة حتى 30 يونيو 2023 على النحو التالي.
- الوزير أندرياس بيلاند إريكسن (حزب العمال)

- نائبة وزير الخارجية رانهيلد سونر سيرستاد (حزب العمال)

- وزيرة الخارجية كيرستي بيورنستاد (حزب العمال)

- ماريا فارتارسيان مستشارة سياسية (حزب العمل)

## الأقسام
تنقسم الوزارة إلى ستة إدارات وقسم للمعلومات:
- إدارة تغير المناخ
- قسم إدارة التراث الثقافي
- قسم الإدارة البحرية ومكافحة التلوث

## الشركات التابعة
تتبع الوزارة خمس جهات إدارية
- المديرية النرويجية للتراث الثقافي
- صندوق التراث الثقافي النرويجي
- مركز معلومات التنوع البيولوجي النرويجي
- المركز النرويجي لمكافحة القمامة البحرية
- وكالة البيئة النرويجية
- المعهد النرويجي للأرصاد الجوية
- المعهد القطبي النرويجي
- صندوق حماية البيئة في سفالبارد